# Красноярский государственный художественный музей имени В. И. Сурикова
Красноя́рский госуда́рственный худо́жественный музе́й и́мени В. И. Су́рикова — одно из самых значительных собраний предметов изобразительного искусства за Уралом. В фондах музея насчитывается более шестнадцати тысяч единиц хранения.
Здание, в котором располагается музей, признано объектом культурного наследия народов России и охраняется государством.

## История

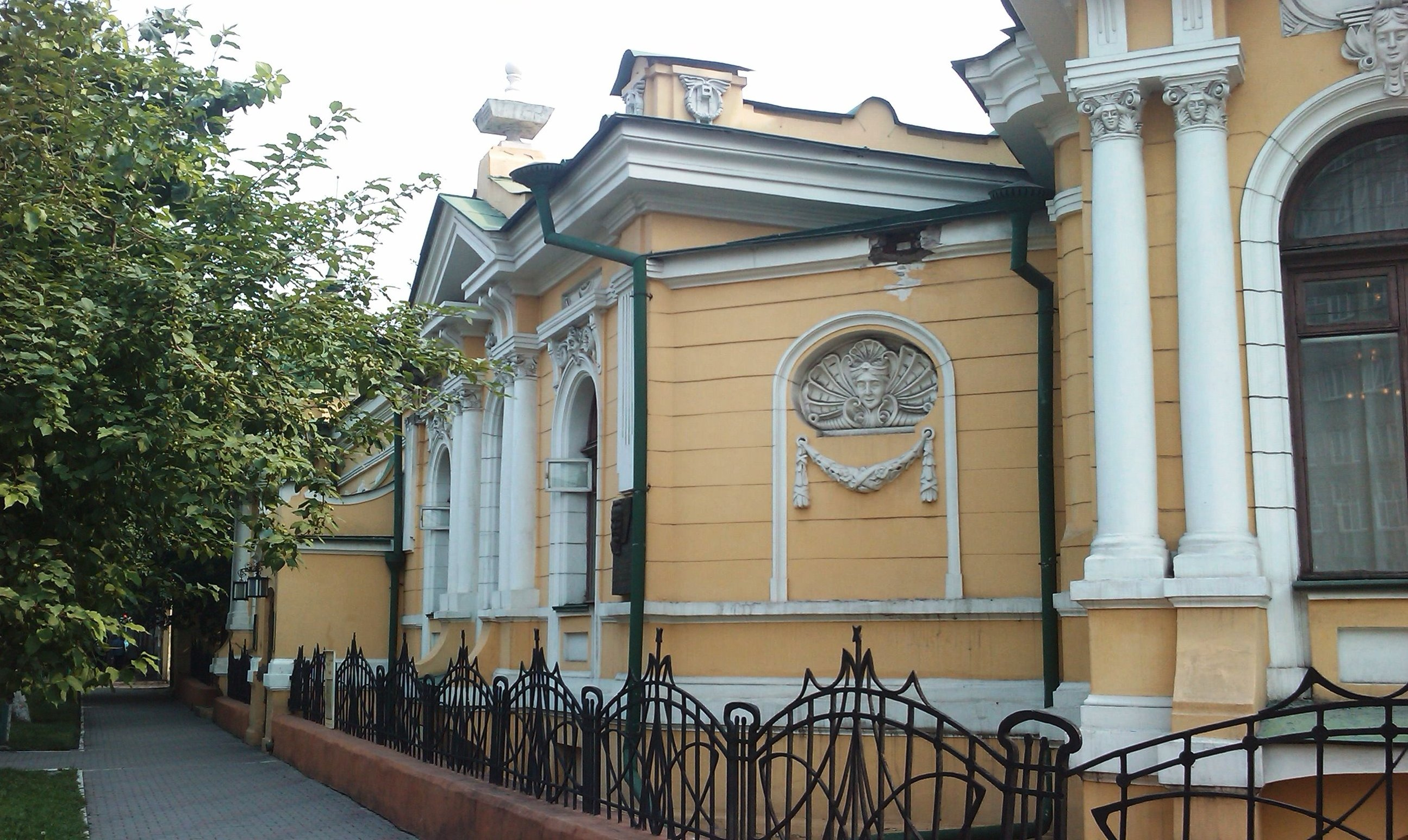
Здание Красноярского государственного художественного музея имени В. И. Сурикова (июль 2012 года). Ближний вид

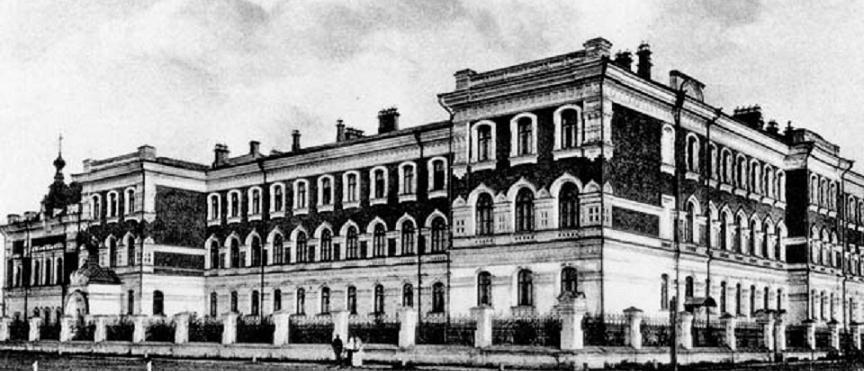
Здание Красноярской духовной семинарии. Фотография начала XX века

Здание бывшей Красноярской духовной семинарии сегодня (2012 год)

Свою историю Красноярский государственный художественный музей имени В. И. Сурикова ведёт от 1921 года, когда на заседании Президиума Енисейского Губисполкома было принято постановление об организации в городе картинной галереи. Постановление не было осуществлено, однако на основе собрания художественных произведений, хранившихся с конца XIX века в Городском музее (ныне Красноярский краеведческий музей) был создан отдел искусства и художественной старины имени В. И. Сурикова.
Многие экспонаты тогда были получены из частных собраний (работы М. Ф. Квадаля, Ф. А. Васильева, К. Х. Рейхеля, Г. И. Гуркина). Дарителями музея становились представители известных красноярских фамилий — Матвеевы, Суриковы, Юдины, Гада́ловы.
Значительную часть художественной коллекции краеведческого музея составляли произведения, собранные красноярским золотопромышленником, любителем и ценителем искусств П. И. Кузнецовым, помогавшим материально В. И. Сурикову в годы учёбы в Академии художеств.
В 1922 году в отделе насчитывалось около двухсот девяти художественных работ.
Пополнение отдела изобразительного искусства музея неоднократно осуществлялось через Государственный музейный фонд; так, в 1929 году от Государственного Русского музея поступили работы М. К. Башкирцевой, С. Ю. Жуковского, В. Е. Маковского, М. В. Нестерова, И. Е. Репина и других художников. Значительную помощь музею оказывали Министерство культуры СССР, Министерство культуры РСФСР, ведущие музеи страны. Таким образом поступили произведения И. И. Бродского, А. М. Герасимова, Н. Н. Дубовского, К. А. Коровина, В. Д. Поленова. Были получены работы и из частных коллекций.
31 мая 1957 года в ответ на постановление крайкома КПСС и исполкома крайсовета от 29 апреля этого же года выходит в свет распоряжение Совета министров РСФСР об открытии на базе художественных коллекций Красноярского краеведческого музея отдельного музея — Красноярской художественной картинной галереи.
Во исполнение данного распоряжения Совета министров СССР краевое управление культуры обязывалось открыть в срок до 1 ноября картинную галерею, а исполкому Красноярского горсовета предписывалось выделить помещение для размещения галереи.
Галерея открыла свои двери для посетителей 1 мая 1958 года. Она занимала в то время нижний этаж жилого дома № 68 по проспекту им. газеты «Красноярский рабочий». Общая площадь её составляла шестьсот сорок квадратных метров, площадь выставочных залов — четыреста десять квадратных метров. В основу собрания галереи легли триста произведений искусства русского дореволюционного и частично зарубежного искусства, переданных из Красноярского краевого краеведческого музея.
В первые годы своего существования художественная галерея активно развивалась; планировалось скорое получение достойного здания в центральной части города. Чрезвычайную роль сыграл первый директор Александр Давыдович Спеваковский (1907—1961). В коллекцию музея передали произведения Государственный исторический музей и Государственный музей изобразительных искусств имени А. С. Пушкина. Работы закупались и в частных собраниях.
С 1983 года галерея имеет статус музея.
В настоящее время музей располагает тремя помещениями, расположенными в разных частях города. В 1982 году галерея получила помещение в историческом центре Красноярска — здесь в настоящее время располагается отдел искусства XX — начала XXI веков. В 1983 году — особняк Веры Гада́ловой, где была размещена экспозиция искусства XVIII — начала XX века. В историческом помещении музея развёрнута экспозиция декоративно-прикладного искусства.
К сожалению, из-за отсутствия достаточных экспозиционных площадей значительнейшая часть коллекции музея не экспонируется, бо́льшую часть экспонатов можно увидеть лишь на организуемых (зачастую один раз в несколько десятилетий) выставках; многие из работ вообще никогда не выставлялись.
В 1985 году было принято решение передать художественному музею великолепное здание дворцового типа бывшей Красноярской духовной семинарии, где в непригодных условиях длительное время располагался гарнизонный военный госпиталь; был подготовлен проект реконструкции здания. Здание так и не было передано; в настоящее время принято решение передать здание Красноярской митрополии.
В 1993 году в музее была открыта реставрационная мастерская.
В 1997 году состоялась выставка в Третьяковской галерее: «Незабываемая Россия — русские и Россия глазами британцев XII—XIX веков» (совместно с Британским советом).
В 2000 году красноярский музей вошёл в число двадцати лучших музеев России.

Памятная доска на стене Красноярского государственного художественного музея им. В. И. Сурикова. Надпись гласит: «Здесь с 12 по 16 сентября 1913 г. во время своего путешествия в Восточную Сибирь и на Дальний Восток жил крупный норвежский учёный Фритьоф Нансен»

В 2011 году музею было передано здание, где до революции находилось консульство Норвегии, торговая фирма «Братья Ревильон» (проспект Мира, 49), в советские времена размещался факультет университета, позже — научно-исследовательский институт программных средств вычислительной техники, ещё позже — одна из сцен и вспомогательные помещения драматического театра им. А. С. Пушкина, значительно пострадавшее от пожара.
С 12 по 16 сентября 1913 года во время своего путешествия в Восточную Сибирь и на Дальний Восток в этом здании проживал норвежский полярный исследователь, учёный — доктор зоологии, основатель новой науки — физической океанографии, политический и общественный деятель, гуманист, филантроп, лауреат Нобелевской премии мира за 1922 год Фритьоф Ведель-Ярлсберг Нансен.

### Директора
- А. Д. Спеваковский (1957—1961 гг.)[4]
- В. И. Ломанов (1961—1981 гг.)[4]
- Н. Н. Исаева (1983—1988 гг.)
- А. Ф. Ефимовский (1988—2011 гг.)[10]
- М. В. Москалюк (2011—2016 гг.)
- В. С. Лузан (2016—2022)[11]
- А. В. Кистова (с 2022)

## Отделы

### Отдел русского искусства XVIII — начала XX века
Заведующая отделом — Болонкина Елена Владимировна
В отделе экспонируются работы:
- художников XVIII — первой половины XIX века (Василия Тропинина, Александра Иванова, К. Х. Рейхеля — «Китайский чиновник» (1850))
- второй половины XIX века (Аполлона Мокрицкого, Николая Неврева, Льва Лагорио, Алексея Саврасова, Ивана Айвазовского — «Крымский пейзаж с парусником», «Морской вид», «Пейзаж с Везувием» (1896), Фёдора Васильева, Николая Сверчкова)
- «передвижников» (Ивана Крамского — «Портрет Сурикова» (1888), Михаила Клодта, Ильи Репина — «Портрет графа В. В. Гудовича» (1913), Алексея Боголюбова, Николая Ге, Ивана Шишкина, Константина Маковского, Василия Сурикова — «Вид памятника Петру I на Сенатской площади в Санкт-Петербурге» (1870), «Милосердный самарянин» (1874))
- художников конца XIX — начала XX века (Исаака Левитана; Николая Самокиша — «Выезд батареи на позиции» (1888), Николая Пимоненко — «Святочное гадание» (1888), Николая Дубовского, Василия Поленова, Ивана Хруцкого, Михаила Нестерова, Витольда Бялыницкого-Бирули, Иллариона Прянишникова, Марии Башкирцевой — «Портрет старушки. Мадам По» (1880-е), Василия Мешкова, А. Н. Парамонова, Станислава Жуковского, Фёдора Рерберга, Петра Петровичева, Евгения Лансере.
- участников «мира искусства» (Александра Бенуа, Константина Коровина, Николая Рериха)
- «голубой розы» (Петра Уткина)
- сибирских художников (Дмитрия Каратанова, Григория Гуркина — «Озеро горных духов» (1910) и других мастеров)

В составе экспозиции — русская иконопись XVII—XIX веков.

### Отдел искусства XX—XXI веков
Заведующая отделом — старший научный сотрудник музея Симкина Наталья Вартановна
Отдел насчитывает около семи тысяч единиц хранения.
В отделе искусства XX—XXI веков — собрание произведений русского авангарда: представителей
- художественной группы «Бубновый валет» (Василия Кандинского — «Импровизация № 209» (1917), Моисея Фейгина, Петра Кончаловского — «Дубы. Абрамцево» (1920))
- участников группы «Ослиный хвост» (Казимира Малевича — «Дама, играющая на рояле» (1913), Любови Поповой — «Живописная архитектоника» (1919); Александра Родченко — «Диск и волчок» (1918), Давида Штеренберга;
- работы выдающихся мастеров XX века (Игоря Грабаря — «Портрет реставратора Г. О. Чирикова» (1931), Николая Кузнецова — «Портрет жены» (1920), Григория Шегаля — «Работница» (1924), Георгия Ряжского — «Мужской портрет» (1920-е), «Сирень» (1945); Владимира Лебедева — «Портрет актрисы Тамары Макаровой» (1943), Сергея Герасимова — «Вечер. Девушка на веранде» (1944), «Шура. Портрет племянницы» (1949), «Лето. Можайск» (1950-е); Бориса Иогансона, Витольда Бялыницкого-Бирули — «Зимний пейзаж» (1950-е), Василия Мешкова — «Кемь» (1957), Владимира Стожарова — «Ростов Ярославский» (1957), «Галич. Рыбацкая слобода» (1962); Александра Куприна, Зинаиды Серебряковой, Константина Юона, Николая Ромадина — «Молодая рожь на Волге» (1946), «Долина реки Синдеги» (1964), «Зелёный июнь» (1967), «Весенние заморозки» (1973); Аркадия Рылова, Ефрема Зверькова, Юрия Худоногова — «Летят журавли» (1961), «Прошли дожди» (1964), «Хлебы» (1965), «Подсолнухи», «Стулья» (1966); Константина Богаевского, Николая Крымова — «Март» (1920), Константина Зефирова, Юрия Васнецова — «Ваза с фруктами» (1956-61), «Рощино. Пейзаж с бельём» (1963-65), Исаака Бродского, Евсея Моисеенко — «Вестники» (1964), «Натюрморт с крынкой» (1980); Андрея Поздеева — «Перекрёсток» (1957), «Паруса» (1965), «Вечер. Стоянка такси» (1958), «Готовые к рейсу» (1959), «Тёплый день» (1959), «Старый город» (1960-е), «Городской пейзаж» (1962), «Первомай» (1965), «Проспект Мира» (1967), «Пейзаж с красным домом» (1968), Виктора Орешникова — «Портрет доктора М. С Николаевского» (1972), Дмитрия Жилинского — «Отдыхающий гимнаст. Портрет В. Лисицкого» (1981), «Ветка груши» (1980); Татьяны Яблонской — «Пушистая зима» (1975), «В старом Баку» (1979), «Моя дочь Гаяне» (1981); Петра Оссовского, Семёна Чуйкова, Александра Дейнеки, Мартироса Сарьяна, Фёдора Решетникова, Андрея Мыльникова — «Тишина» (1983), Натальи Нестеровой, Аркадия Пластова, Алексея Пахомова, Александра Тышлера, Николая Бута, Олега Филатчева — «Автопортрет с сыном» (1982), «Портрет Саввы Ямщикова»; Ореста Верейского, Эдуарда Браговского — «Мокрый снег в Тарусе» (1982), Петра Белоусова, Марии Бутровой, Павла Шиллинговского, Эвальда Окаса — «Портрет Кай Коппель» (1980), Ираклия Тоидзе, Якова Ромаса, Юрия Тулина — «Радуга над Невой» (1973), Евгения Широкова, Валерия Алфеевского — «На реке Пярну» (1970), «Паланга» (1972), «Против солнца» (1978), Андрея Лекаренко — «Городской пейзаж» (1969), «Последний снег» (1970); Бориса Ряузова — «Зимний проспект» (1980), Якова Еселевича — «Портрет народного артиста РСФСР Н. З. Прозорова» (1978), Валерьяна Сергина — «Последние дни осени» (1979), «Распутица» (1992), Тойво Ряннеля — «Рождение Енисея» (1958), «Горные кедры» (1959), «Восход луны» (1975), «Угрюм-река» (1977); Анатолия Знака — «Конец колчаковщины» (1977); Владимира Капелько, Леонида Остапенко и многих других известных художников.

Коллекция скульптуры представлена работами Владимира Домогацкого, З. М. Виленского, Льва Кербеля, Ю. Л. Чернова, Б. А. Свитина, С. Н. Чехомова, М. В. Переяславца, Олега Комова, Л. М. Евзыковой, Д. Н. Тугаринова, Юрия Злоти и других авторов.

### Отдел декоративно-прикладного искусства
Заведующая отделом — Абальмасова Оксана Александровна
В отделе в части XVIII—XIX веков представлены фарфор, художественные стекло и хрусталь; бронзовое литьё, вышивка и гобелен, мебель и др., также представлено современное российское декоративно-прикладное искусство, современные художественные промыслы.
Отдел насчитывает более двух с половиной тысяч единиц хранения. Коллекцию художественного фарфора составляют авторские произведения художников ленинградской и московской школ фарфора 1960-80 годов — Э. Криммера, Н. Славиной, О. Матвеевой, Э. Еропкина, В. Орехова, Л. Беспаловой-Михалёвой, Л. Афанасьевой, В. Городничева, П. Смирнова и других мастеров; авторские произведения, выполненные в 1950-80-х годах на Ленинградском, Дулёвском, Дмитровском фарфоровых заводах — чайные сервизы, комплекты, вазы. В коллекции представлены скульптурные композиции и статуэтки О. Артамоновой, А. Бржезицкой, Д. Горлова, А. Сотникова.
Отечественное художественное стекло советского периода (1960—1980 года) представлено в собрании музея работами московских, ленинградских, красноярских мастеров стеклоделия и художников из Гусь-Хрустального А. Степановой, Г. Антоновой, С. Бескинской, В. Муратова, Л. и Д. Шушкановых, Е. Чумаковой, С. Рязановой, М. Грабарь, И. Мачневой, А. Москвитина, К. Литвина, Ф. Ибрагимова, Л. Юрген, А. Курилова.
В собрании музея авторские изделия известных художников, работавших в традициях гжельской майолики в 1950-70 годах — Л. Азаровой, З. Окуловой, Н. Квитницкой, Т. Дунашовой, Н. Тихонова, Н. и В. Бидак.
Красноярская коллекция гобеленов представлена работами московских (А. Андреева, Н. Кирсанова, Г. Орлова), грузинских (Г. Кандарели, А. Гогуа), прибалтийских (Д. Версяцкайте-Брогене, М. Гринфелде), красноярских (С. Егоров, И. Алексеева) текстильщиков; работами мастеров Урала и Сибири.
В музее хранятся произведения ювелирного искусства — петербургских, московских, уральских мастеров Т. Алексеевой, В. Поволоцкой, И. Бешенцевой, Н. Гаттенбергер, Н. Елфимова, Г. Бородулина, Р. Бениславского, Б. Гладкова, В. Комарова, В. Храмцова, других мастеров.
В музее несколько десятилетий экспонируются современные отливки, выполненные на Каслинском заводе художественного литья по моделям известных скульпторов XIX и XX веков: А. Соловьёвой, Н. Баха, Н. Лаверецкого, Е. Янсон-Манизер, Е. Вучетича.
Музей располагает великолепным собранием тувинской резьбы по камню 1950-90 годов, произведениями чукотских и якутских резчиков моржового клыка и мамонтовой кости 1960-70 годов.

## Фонды
В фондах музея хранится собрание западно-европейской живописи XVII—XIX веков, среди которых «Польша после боя» Людвига Гедлека, «Портрет дамы в восточном костюме» Жан-Марка Натье, «Танец среди руин» Дирка Ван дер Лиссе (1607—1669), «Женский портрет» (1843) Эжена де Блааса и другие; произведения европейских художников XX века.

## Награды
- Международный приз «Золотая пальма» (1997) в рамках международной программы «Партнёрство ради прогресса» (Париж, Франция)[1][6]
- Международный приз «Гран-при» (1998) за участие в крупных международных выставках (Париж, Франция)[1][6]